# Väinö Liikkanen
Väinö Liikkanen (Virolahti, 1º novembre 1903 – Kuusankoski, 15 ottobre 1957) è stato un fondista finlandese.

## Biografia
Guardia forestale originaria di Pihlaja di Virolahti, Liikkanen debuttò in campo internazionale ai Mondiali del 1929 (4° nella 50 km). Nell'edizione successiva fu ottavo nella 18 km e nono nella 50 km. Ai III Giochi olimpici invernali di Lake Placid 1932 ottenne la medaglia d'argento nella 50 km con il tempo di 4:28:20,0, battuto solo dal connazionale Veli Saarinen, e fu nono nella 18 km.
Nel 1933 conquistò la medaglia di bronzo nella 18 km e fu quarto nella 50 km ai Mondiali di Innsbruck, mentre ai Campionati finlandesi vinse il suo unico titolo in carriera, nella 50 km. Assente a Sollefteå 1934, a Vysoké Tatry 1935 ottenne la medaglia d'oro nella staffetta 4x10 km con i compagni Mikko Husu, Klaes Karppinen e Sulo Nurmela.

## Palmarès

### Olimpiadi
- 1 medaglia, valida anche ai fini iridati:
  - 1 argento (staffetta a Lake Placid 1932)

### Mondiali
- 2 medaglie, oltre a quella conquistata in sede olimpica e valida anche ai fini iridati:
  - 1 oro (staffetta a Vysoké Tatry 1935)
  - 1 bronzo (18 km a Innsbruck 1933)

### Campionati finlandesi
- 1 oro (50 km nel 1933)